# کنستانتین لسلیدزه
کنستانتین لسلیدزه (روسی: Константин Николаевич Леселидзе؛ ۱۵ اکتبر ۱۹۰۳ – ۲۱ فوریهٔ ۱۹۴۴) فرد نظامی اهل اتحاد جماهیر شوروی سوسیالیستی بود.
وی همچنین برندهٔ جوایزی همچون نشان لنین، مدال دفاع از قفقاز، نشان پرچم سرخ، و قهرمان اتحاد شوروی شده‌است.